# Sägmühle (Brannenburg)
Sägmühle ist ein Gemeindeteil der Gemeinde Brannenburg im oberbayerischen Landkreis Rosenheim.
Der Gemeindeteil liegt auf der Gemarkung Degerndorf am Inn und seine Bebauung ist mit Degerndorf verbunden. Er entstand ab 2015 aus der Konversion des Geländes der ehemaligen Karfreit-Kaserne in ein Wohngebiet. Der Gemeindeteilname Sägmühle wurde durch Bescheid des Landratsamtes Rosenheim vom 17. März 2015 erteilt.
Die namensgebende Sägmühle lag an der Position der heutigen Kufsteiner Straße 20 am Dorfbach kurz vor seiner Mündung in den Grießenbach.